# Kim Ok-vin
Kim Ok-vin (hangul 김옥빈; nascuda el 3 de gener de 1987), també coneguda com a Kim Ok-bin, és una actriu de Corea del Sud. Va debutar en un concurs de bellesa en línia el 2004 i va començar la seva carrera d'actriu amb un paper a la pel·lícula del 2005 Yeogo goedam 4: Moksori. Va aparèixer a la sèrie dedrama televisiu Over the Rainbow i en pel·lícules com Dasepo Naughty Girls, 1724 Gibang-nandong sageon i Aknyeo. Ha rebut diverses nominacions als premis i va guanyar la millor actriu al Festival de Cinema de Sitges 2009 pel seu paper a Thirst.

## Primers anys
Kim va néixer el 3 de gener de 1987 i és la més gran de tres germans. Es va entrenar en arts marcials de petita, i ha aconseguit el tercer dan en Hapkido i el segon dan en taekwondo. També practica Muay Thai i boxa. Està interessada en els cotxes i les motocicletes, les curses de velocitat, la construcció d'ordinadors i els esports com el futbol i el beisbol. És ambidextra.

## Carrera

### Inicis de carrera 2004-2008
Kim va debutar en un concurs de bellesa en línia organitzat pel portal web Naver el 2004. Tot i tenir poca experiència d'actuació prèvia, va ser seleccionada com un dels tres protagonistes a la pel·lícula de terror de 2005 Yeogo goedam 4: Moksori, pel qual va ser nominada com a millor actriu revelació tant als Blue Dragon Film Awards com als Baeksang Arts Awards.
A continuació, va actuar com a actriu principal a Hanoi Bride, un drama SBS emès durant les vacances de Chuseok per commemorar el 30è aniversari. de la Guerra del Vietnam. La seva actuació com a noia vietnamita Lý Thị Vũ va cridar l'atenció del director de cinema E J-yong, que la va posar com a personatge principal a la seva pel·lícula de 2006 Dasepo Naughty Girls, basada en un popular webcomic. E va comentar: "No moltes actrius joves serien prou madures per entendre completament l'heroïna que ha de mantenir la família venent-se com a prostituta... Però Kim semblava una actriu que tenia la capacitat d'entendre el personatge." Inicialment es va mostrar reticent a participar, ja que el còmic original tenia algunes escenes explícites, però va decidir confiar en el director basant-se en el seu treball anterior.
Kim va fer una audició per a un paper a la sèrie dramàtica de KBS del 2006 Hello, God, i després d'impressionar a la directora Ji Yeong-soo amb la seva "intensa determinació", se li va donar un paper principal com a estafadora Seo Eun-hye. Durant el rodatge, va expressar dubtes sobre si mateixa, dient: "Jo solia plorar dues o tres vegades cada dia quan va començar el rodatge perquè sentia que era una actriu dolenta", i amb un calendari ajustat que li permetia dormir menys de dues hores al dia, es va informar que s'havia ensorrat al plató. Més tard aquell any, va aparèixer al drama de MBC Over the Rainbow com a aspirant a cantant K-pop Jeong Hee-su, una part que la va obligar a cantar i dominar els moviments difícils de breakdance. El productor de la sèrie Han Hee ha felicitat Kim, dient: "És una actriu atrevida. Està molt entusiasmada amb el seu paper amb una actitud gairebé perfeccionista." Tanmateix, va causar certa preocupació quan va admetre que només menjava un àpat al dia mentre filmava el drama.
A la seva pel·lícula següent, 1724 Gibang-nandong sageon, protagonitzada al costat de Lee Jung-jae com a kisaeng de l'època de Joseon]. Va dir que li va costar interpretar un paper històric, però que va rebre l'ajuda de consultes amb el director Yeo Gyoon-dong i va estudiar dansa coreana tradicional durant dos mesos. La pel·lícula es va estrenar a Corea del Sud el desembre de 2008.

### 2009–present
El febrer de 2008, Kim va ser anunciada com a protagonista femenina a Thirst de Park Chan-wook, en una part que requeria nombrosos  escenes per a adults amb la coprotagonista Song Kang-ho. Kim va sentir que va aprendre molt treballant al costat de Song, mentre que Park va elogiar la seva versatilitat per mostrar els diferents aspectes del seu personatge. Thirst va superar la taquilla de Corea del Sud durant el seu cap de setmana d'obertura amb més d'un milió d'entrades, i va ser convidat al 62è Festival Internacional de Cinema de Canes on va guanyar el Premi del Jurat. Richard Corliss de Time va elogiar l'actuació de Kim a la pel·lícula, dient: "És l'encantadora Kim, només 22, qui és la revelació aquí. Ella pot interpretar -no, pot ser- una criatura de docilitat muda, després d'un ardor cercant, després d'un erotisme explosiu, després d'una intenció assassina." Ella és Lady Chatterley i Lady Macbeth en un paquet emmotllat."Maggie Lee de The Hollywood Reporter va ser més crítica i va comentar: "La neurosi aguda de [Kim] de vegades és molesta, però per a una relativa nouvinguda, manté les seves contínues transformacions de personalitat en calma," mentre que Kyu Hyun Kim d’OhmyNews va dir: "Kim és increïblement sexy tant en els modes de mestressa de casa marcida com de femme fatale en tota regla, i s'endinsa tota en el paper", però la considerava "una mica massa jove i contemporània" per al paper. Va ser co-receptora del premi a la millor actriu al XLII Festival Internacional de Cinema Fantàstic de Catalunya (compartit amb Elena Anaya per Hierro), i va rebre més nominacions als Blue Dragon Film Awards, els Green Globe Film Awards, i els Baeksang Arts Awards.

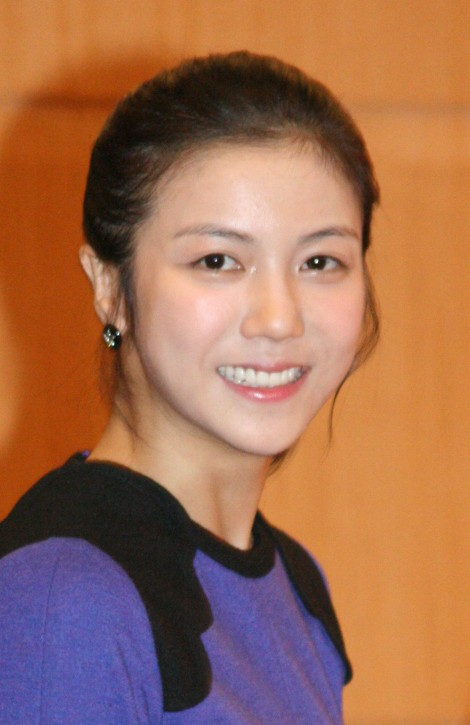
Kim el novembre de 2009

Kim es va reunir amb la directora E J-yong per a Yeobaeudeul, una pel·lícula de baix pressupost en què ella i cinc actrius coreanes més destacades es retraten en una sessió especial de la revista Vogue. Igual que les seves companyes de repartiment, Kim va acceptar participar-hi sense garantia i compartir crèdits d'escriptura. La pel·lícula es va estrenar el 10 de desembre de 2009.
El 2011, Kim havia de protagonitzar al costat d'Eric Mun el drama d'acció de KBS Poseidon, previst per a l'emissió el juliol de 2011. No obstant això, van abandonar quan la producció es va aturar després de l'incident del bombardeig de Yeonpyeong el novembre de 2010. L’aparició de Kim a la pel·lícula bèl·lica Gojijeon, interpretant a un tirador.
Aleshores Kim va tornar a treballar amb E J-yong per al curtmetratge Com enamorar-se en 10 minuts, com a part de la pel·lícula patrocinada per Samsung Galaxy Note Cine Note. E J-yong s'havia posat en contacte amb actors amb els quals era personalment proper i els va oferir els papers, i la majoria d'ells van acceptar sense sou per la seva amistat i lleialtat cap a ell, Kim inclosa. El procés de realització de la pel·lícula es va representar més tard a Behind the Camera, el fals documental d'E de 2013 amb un concepte similar a Yeobaeudeul.
Aleshores, Kim es va tenyir els cabells de rosa per a la comèdia del 2012 Sichega Dolawattda, que va dir que li agradava molt rodar, sent una fan del gènere. Va seguir amb un paper principal a la pel·lícula de thriller de ciència-ficció 11 A.M., que es va estrenar la segona meitat del 2013.
Kim va tornar a la televisió el 2013 a l'èpica del període KBS Kalgwa kkot ambientada a la dinastia Goguryeo, el seu primer drama de televisió en set anys. El 2014, Kim va interpretar a un carterista a la sèrie de comèdia per cable de jTBC Yuna-eui Geoli. Sosuuigyeon, el seu drama judicial juntament amb Yoon Kye-sang i Yoo Hae-jin que havia acabat el rodatge el 2013, es va estrenar als cinemes el 2015.

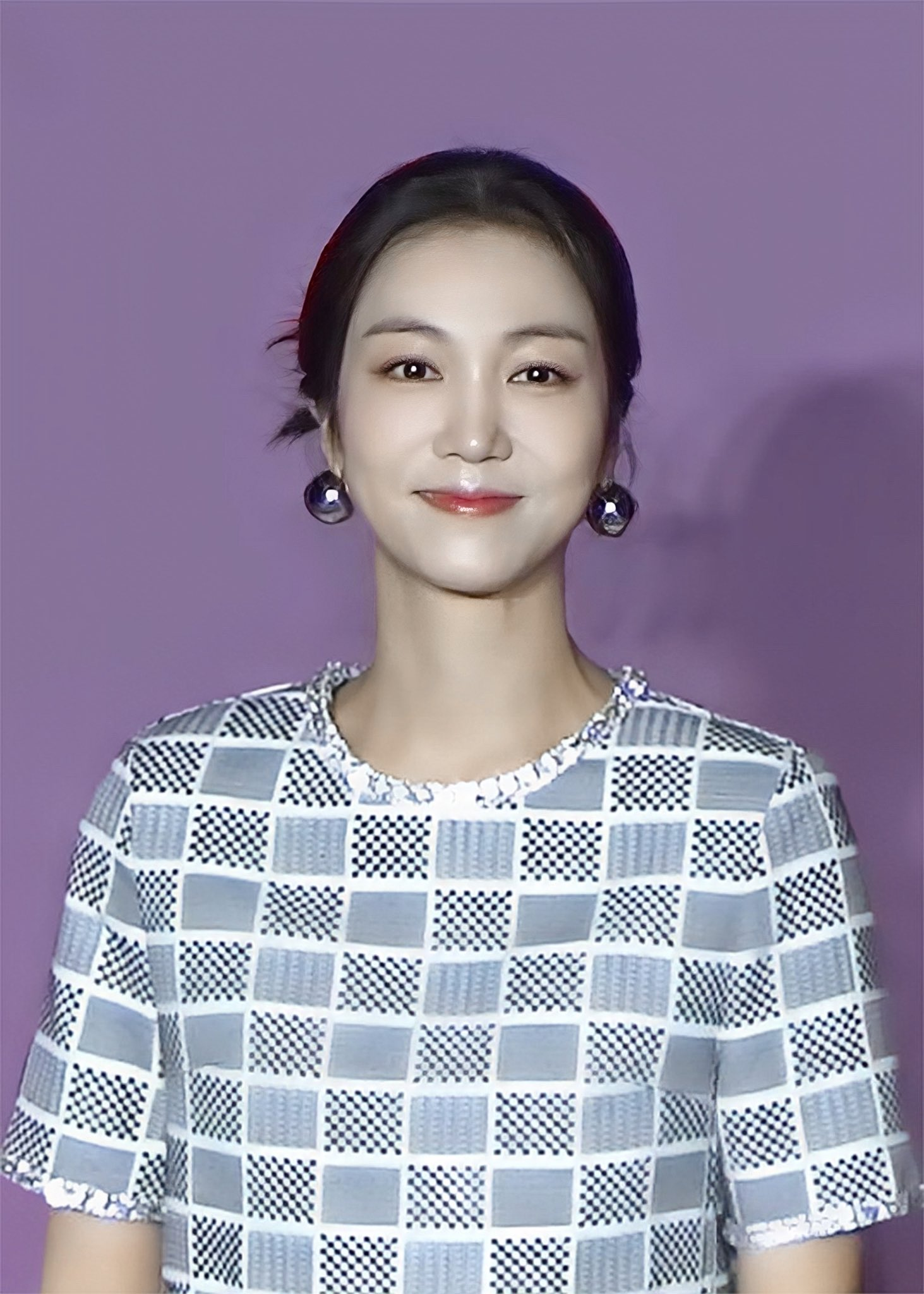
Kim el 2023

El 2017, Kim va protagonitzar la pel·lícula de thriller d'acció Aknyeo. La pel·lícula va ser convidada al Festival de Cinema de Canes, on es va estrenar.
El 2018, Kim va protagonitzar el thriller militar The Discloser. El mateix any, va tornar a la pantalla petita a OCN drama de thriller fantàstic Jakeun Shinui Aideul.
El 2020, Kim va protagonitzar el drama històric de fantasia Arthdal Chronicles, amb Song Joong-ki, Kim Ji-won i altres noms notables.
El novembre de 2022, Kim va signar amb Ghost Studio.

## Filmografia

### Cinema
| Any  | Títol                      | Paper          | Notes              |
| ---- | -------------------------- | -------------- | ------------------ |
| 2005 | Yeogo goedam 4: Moksori    | Park Young-eon |                    |
| 2006 | Arang                      |                | Cameo              |
| 2006 | Dasepo Naughty Girls       | Noia pobre     |                    |
| 2008 | 1724 Gibang-nandong sageon | Seol-ji        |                    |
| 2009 | Thirst                     | Tae-ju         |                    |
| 2009 | Yeobaeudeul                | Ella mateixa   | també co-guionista |
| 2011 | Gojijeon                   | Cha Tae-gyeong |                    |
| 2012 | Sichega Dolawattda         | Han Dong-hwa   |                    |
| 2013 | Behind the Camera          | Ella mateixa   |                    |
| 2013 | 11 A.M.                    | Young-eun      |                    |
| 2015 | Sosuuigyeon                | Gong Soo-kyung |                    |
| 2017 | Aknyeo                     | Sook-hee       |                    |
| 2017 | The Discloser              | Jung-sook      |                    |
| 2022 | Life Is But A Dream        | Sable          | Curtmetratge       |

### Sèries de televisió
| Any       | Títol                | Paper                     | Notes                                 |
| --------- | -------------------- | ------------------------- | ------------------------------------- |
| 2005      | Hanoi Bride          | Lý Thị Vũ                 |                                       |
| 2006      | Hello, God           | Seo Eun-hye               |                                       |
| 2006      | Over the Rainbow     | Jeong Hee-su              | També canta "Start" a la banda sonora |
| 2007      | Jjeonui Jeonjaeng    | Lee Soo-young             | Apareix a quatr episodis bonus        |
| 2013      | Kalgwa kkot          | Princesa So-hee/Moo-young |                                       |
| 2014      | Yuna-eui Geoli       | Kang Yoo-na               |                                       |
| 2018      | Jakeun Shinui Aideul | Kim Dan                   |                                       |
| 2019–2023 | Arthdal Chronicles   | Tae Al-ha                 | Temporades 1–2                        |
| 2021      | Dakeuhol             | Lee Hwa-sun               |                                       |

### Websèries
| Any  | Títol            | Paper      | Ref.   |
| ---- | ---------------- | ---------- | ------ |
| 2023 | Love to Hate You | Yeo Mi-ran | [ 49 ] |

### Webxous
| Any  | Títol                     | Paper     | Notes                   | Ref.   |
| ---- | ------------------------- | --------- | ----------------------- | ------ |
| 2023 | Saturday Night Live Korea | Convidada | Episodi 8 – Temporada 3 | [ 50 ] |

### Vídeos musicals
| Any  | Cançó            | Artista        |
| ---- | ---------------- | -------------- |
| 2004 | "A Cold Heart"   | Lee Seung-chul |
| 2006 | "Tomorrow"       | Hwanhee        |
| 2006 | "Dangerous Love" | Lena Park      |
| 2007 | "Absentmindedly" | Zi-A           |

## Premis i nominacions
| Any  | Award                                                        | Categoria                                                  | Treball nominat            | Resultat  | Ref.          |
| ---- | ------------------------------------------------------------ | ---------------------------------------------------------- | -------------------------- | --------- | ------------- |
| 2005 | 26ns Blue Dragon Film Awards                                 | Millor actriu novell                                       | Yeogo goedam 4: Moksori    | Nominat   | [ 6 ]         |
| 2006 | 42nd Baeksang Arts Awards                                    | Millor actriu novell                                       | Yeogo goedam 4: Moksori    | Nominat   | [ 7 ]         |
| 2006 | MBC Drama Awards                                             | Millor actriu novell                                       | Over the Rainbow           | Nominat   | [ 51 ]        |
| 2006 | MBC Drama Awards                                             | PD Award                                                   | Over the Rainbow           | Guanyador | [ 51 ]        |
| 2006 | KBS Drama Awards                                             | Millor actriu novell                                       | Hello, God                 | Nominat   |               |
| 2009 | 45ns Baeksang Arts Awards                                    | Millor actriu novell                                       | 1724 Gibang-nandong sageon | Nominat   |               |
| 2009 | XLII Festival Internacional de Cinema Fantàstic de Catalunya | Millor actriu                                              | Thirst                     | Guanyador | [ 52 ] [ 21 ] |
| 2009 | 30ns Blue Dragon Film Awards                                 | Millor actriu                                              | Thirst                     | Nominat   | [ 22 ]        |
| 2010 | Green Globe Film Awards                                      | Millor actriu internacional                                | Thirst                     | Nominat   | [ 23 ]        |
| 2010 | 46th Baeksang Arts Awards                                    | Millor actriu                                              | Thirst                     | Nominat   | [ 24 ]        |
| 2010 | Fangoria Chainsaw Awards                                     | Millor actriu secundària                                   | Thirst                     | Nominat   |               |
| 2013 | KBS Drama Awards                                             | Premi a l'Excel·lència, actriu en un drama de mitja durada | Kalgwa kkot                | Nominat   |               |
| 2014 | 3rs APAN Star Awards                                         | Premi a l'Excel·lència, actriu en un drama en sèrie        | Yuna-eui Geoli             | Guanyador | [ 53 ]        |
| 2015 | 51st Baeksang Arts Awards                                    | Millor actriu (TV)                                         | Yuna-eui Geoli             | Nominat   |               |
| 2016 | 21st Chunsa Film Art Awards                                  | Millor actriu secundària                                   | Sosuuigyeon                | Nominat   |               |
| 2017 | 26ns Buil Film Awards                                        | Millor actriu                                              | Aknyeo                     | Nominat   |               |
| 2017 | 1r The Seoul Awards                                          | Millor actriu                                              | Aknyeo                     | Nominat   |               |
| 2017 | 54ns Grand Bell Awards                                       | Millor actriu                                              | Aknyeo                     | Nominat   |               |
| 2017 | 38ns Blue Dragon Film Awards                                 | Millor actriu                                              | Aknyeo                     | Nominat   | [ 54 ]        |
| 2018 | 54bs Baeksang Arts Awards                                    | Millor actriu                                              | Aknyeo                     | Nominat   | [ 55 ]        |
| 2018 | 23ns Chunsa Film Art Awards                                  | Millor actriu                                              | Aknyeo                     | Guanyador | [ 56 ]        |
| 2023 | 9ns APAN Star Awards                                         | Premi a l'Excel·lència, actriu en un drama en sèrie        | Arthdal Chronicles 2       | Guanyador | [ 57 ]        |